# Philemon Thomas

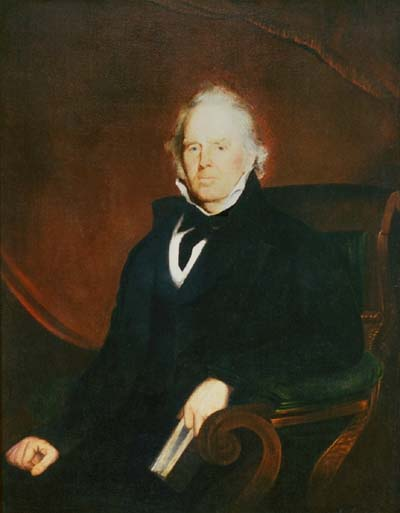
Philemon Thomas

Philemon Thomas (9 de febrero de 1763 - 18 de noviembre de 1847) fue miembro de la Casa de Representantes de Estados Unidos, representando a Luisiana. Sirvió ahí en dos términos por el Partido Demócrata.
Thomas nació en Virginia, mudándose luego a Kentucky. Fue miembro de la Convención Constitucional del estado y sirvió en la Casa y el Senado estatal. Luego se trasladó a Luisiana, liderando un levantamiento contra las autoridades Españolas. Sirvió en la Guerra de 1812, luego de lo cual sirvió en dos términos en el Congreso. Falleció en Baton Rouge.